# 圓明園公寓
圓明園公寓是上海市的一座歷史建築，位於圓明園路115號，樓高四層。圓明園公寓是上海最早的西式公寓之一，完工於1904年。圆明园公寓被列入上海市第五批優秀歷史建築名單。